# Grace Hudson
Grace Carpenter Hudson est une artiste peintre américaine née le 21 février 1865 à Potter Valley (Californie) et morte le 23 mars 1937 à Ukiah (Californie). Elle est connue notamment pour ses portraits des Amérindiens Pomos.

## Biographie
Grace Carpenter est née le 21 février 1865 à Potter Valley en Californie mais elle grandit à Ukiah. En 1880, elle intègre la California School of Design.
En 1890, elle épouse John Wilz Napier Hudson, un médecin et ethnologue amateur qui s'intéresse aux Amérindiens. À partir de 1891, elle peint une série de portraits d'Amérindiens Pomos qui lui valent une reconnaissance au niveau national.

## Galerie

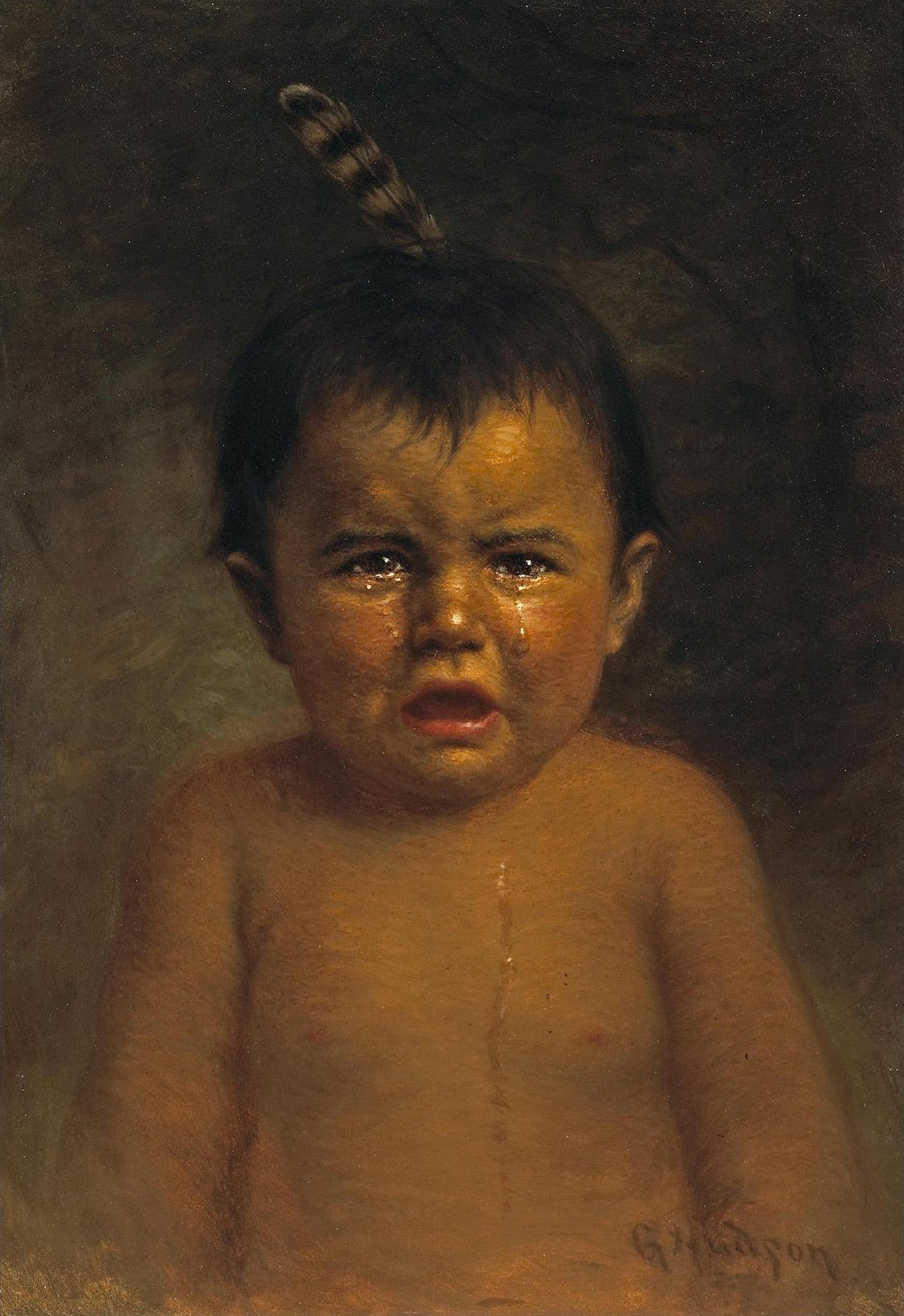
Child Crying.
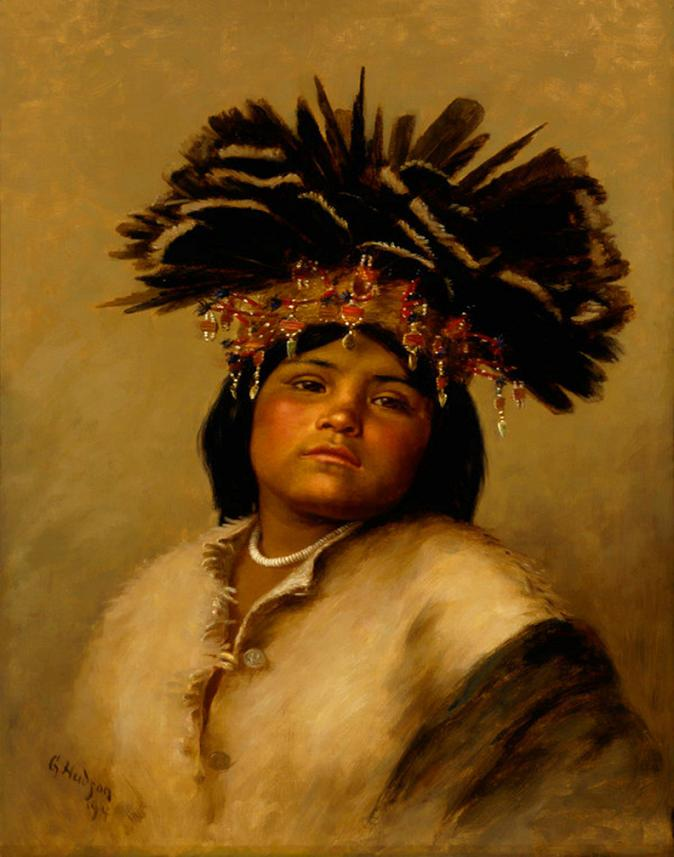
To-Tole (The Star), 1894.
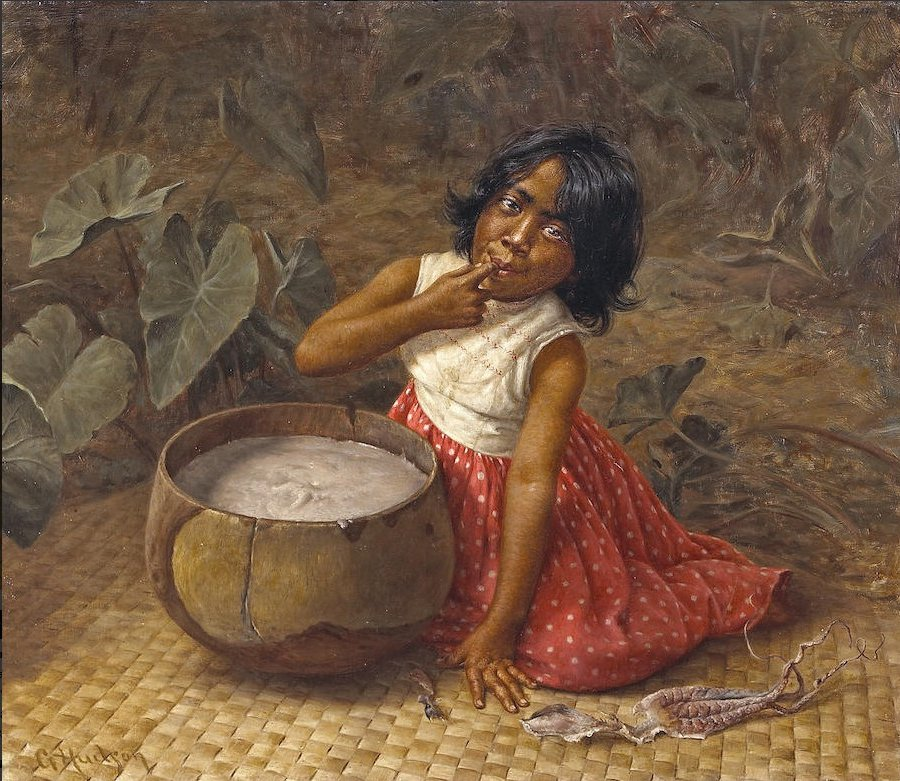
A Kamaaina, 1901.
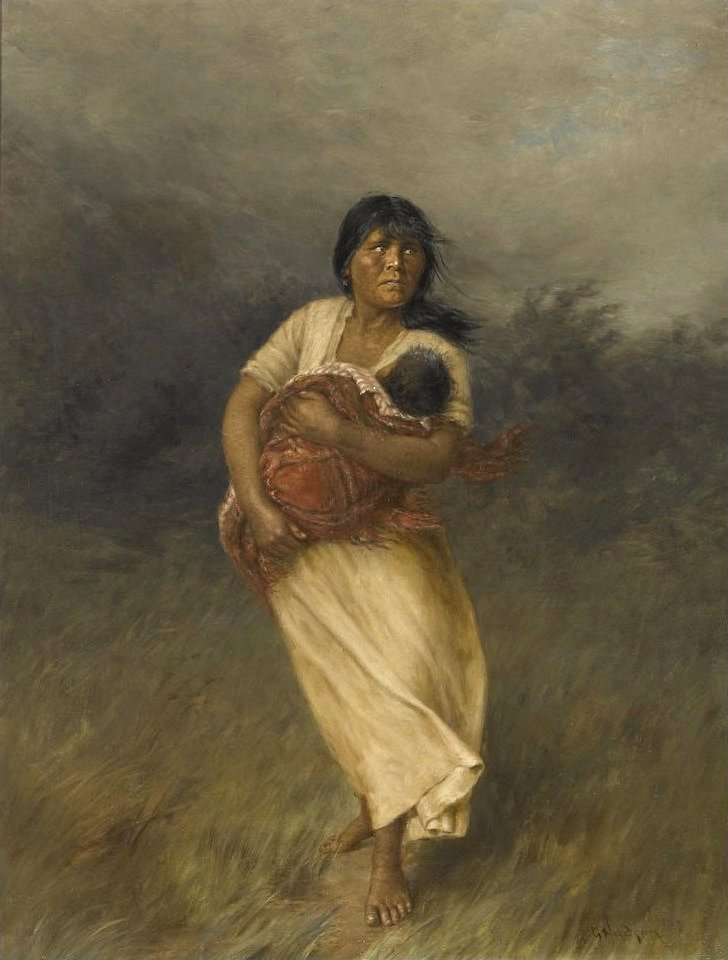
Back to Her Tribe.
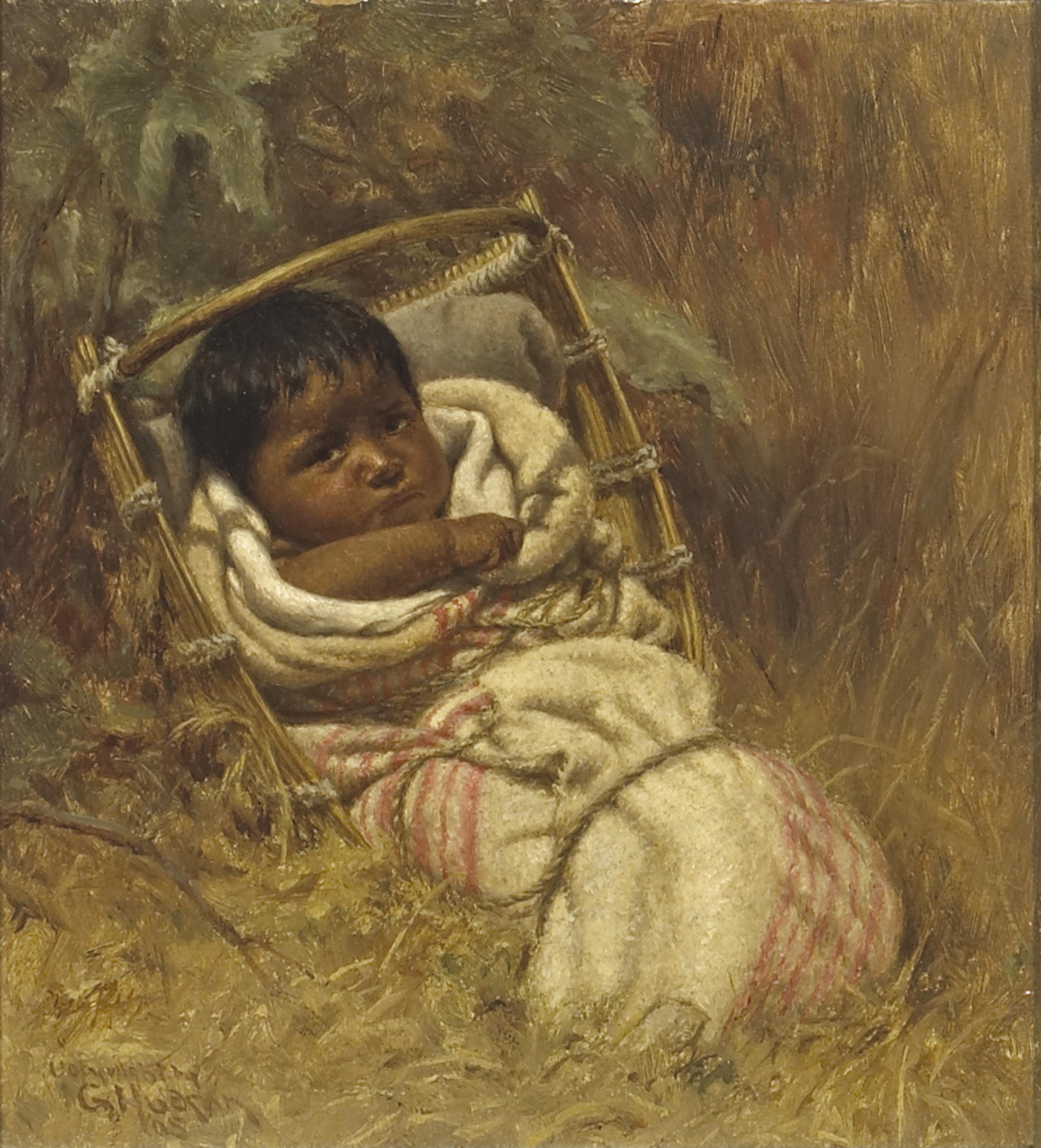
Anxious Moments, 1905.
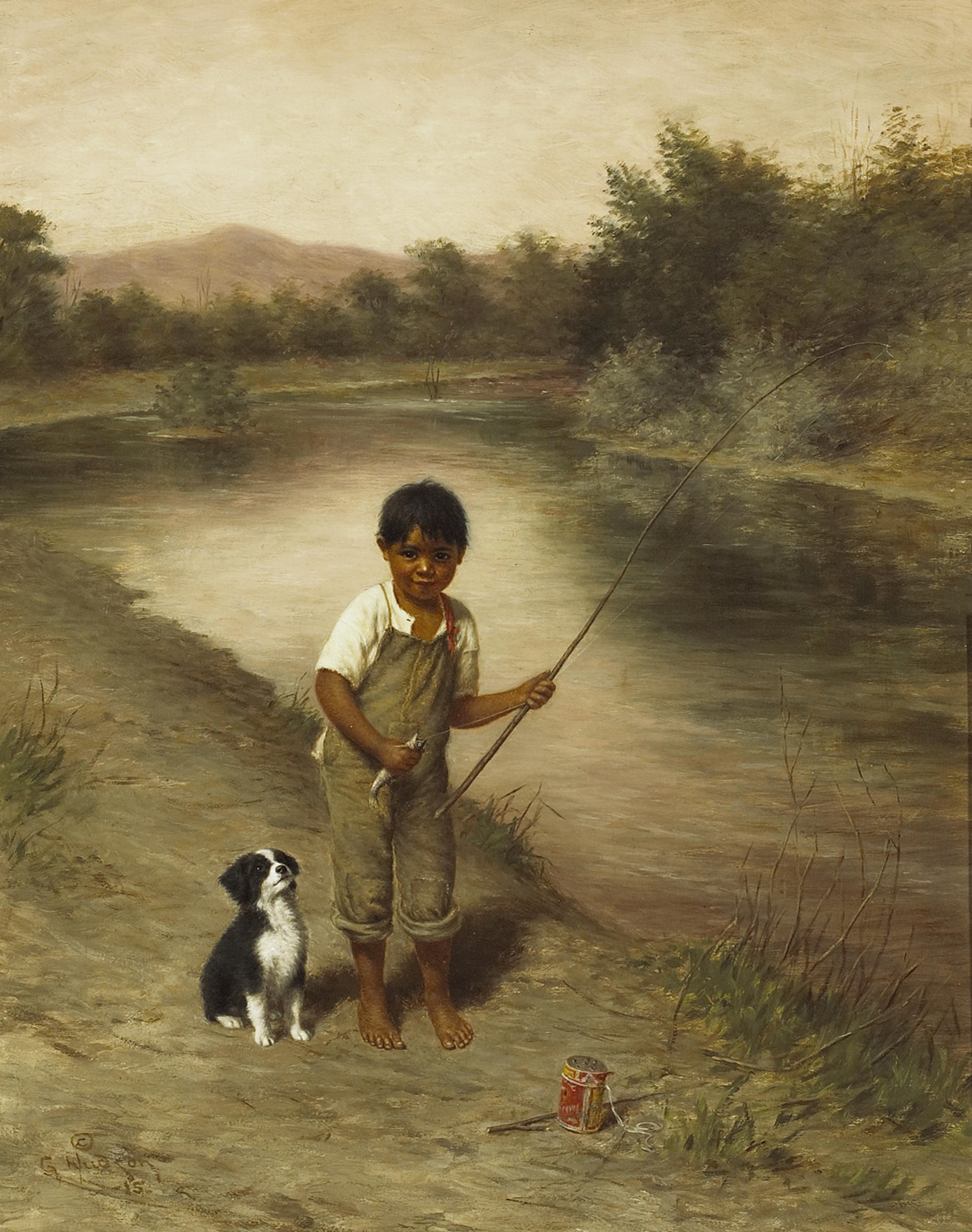
We Got Him, 1915.
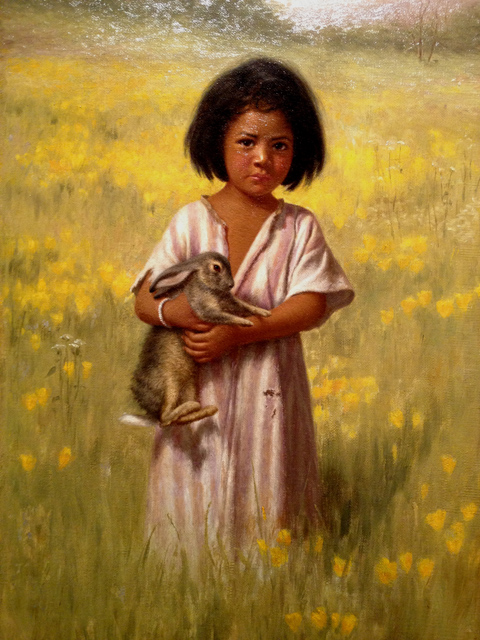
Little Jack, 1916.